# Nilea roseanella
Nilea roseanella là một loài ruồi trong họ Tachinidae.